# Можайский, Фёдор Тимофеевич
Фёдор Тимофеевич Можайский (1796—1866) — русский адмирал

## Биография
Родился 4 мая 1796 года в семье действительного статского советника, обер-прокурора Сената Тимофея Ивановича Можайского (1760—1805).
Был зачислен 23 января 1807 года в Морской кадетский корпус; 7 июня 1812 года произведён в чин гардемарина; 21 июля 1815 года выпущен из корпуса с производством в мичманы. В следующем году совершил плавание на корабле «Трех Иерархов» до Ревеля. В 1817—1818 годах совершил переход на корабле «Любек» до Кадиса и вернулся обратно на испанском транспорте.
27 февраля 1820 года был произведен в чин лейтенанта; 15 ноября 1823 года назначен помощником лоц-капитан в Роченсальме, где до 1832 года обучал лоцманов плаванию в финских шхерах.
1 января 1831 года был произведён в чин капитан-лейтенанта и в 1832—1848 годах исполнял должность капитана Архангельского порта, одновременно, в 1833 и 1835 годах командуя 8-пушечной шхуной «№ 2», занимавшей брандвахтенный пост в Лапоминской гавани.
В 1836 году награжден орденом Св. Станислава 3-й степени; 6 декабря 1838 года произведён в капитаны 2-го ранга; в 1839 году награждён орденом Св. Анны 3-й степени; 30 марта 1841 года произведён в капитаны 1-го ранга; в 1844 году награждён орденом Св. Станислава 2-й степени.
21 января 1848 года был назначен старшим адъютантом при дежурном генерале Главного Морского штаба графе Л. Л. Гейдене, а 3 ноября того же года назначен и. д. капитана Гребного порта и 6 декабря 1850 года был произведён в чин генерал-майора с утверждением в должности. В 1851 году награжден орденом Св. Владимира 4-й степени, в 1853 году — орденом Св. Анны 2-й степени, 17 апреля 1855 года — орденом Св. Владимира 3-й степени.
3 октября 1855 года Можайский был назначен капитаном Свеаборгского порта и 26 августа следующего года перечислен в чин контр-адмирала, а 7 апреля 1858 года произведён в чин вице-адмирала. С 7 марта 1860 года Ф. Т. Можайский был зачислен в резерв, а 14 апреля 1863 года произведён в чин адмирала с увольнением в отставку.
Умер в 1866 году.

## Семья
Женился 11 октября 1822 года на дочери ревельского купца Юлии (Юлианне) Ивановне Линдерман (10.07.1799—12.09.1885). У них родилось семеро детей:
- Фёдор (1823—1843) — мичман 9-го флотского экипажа.
- Варвара (1824 —?), замужем за Кириллом Михайловичем Пасынковым, контр-адмиралом.
- Александр (1825—1890) — контр-адмирал, создатель первого в мире самолета (1883).
- Николай (1826—1869) — капитан 2-го ранга (1866); его жена — Анна Корф.
- Тимофей (1830—1891) — чиновник для особых поручений при управляющим морским министерством[3], контр-адмирал в отставке (1885); его жена — Анна Михайловна Дьяконова.
- Екатерина (1835—?), в замужестве Бернова
- Юлия (1838 — до 1863), в замужестве Смольянинова.